# Sri-lankische Badmintonmeisterschaft 2006
Die Sri-lankische Badmintonmeisterschaft 2006 fand im Dezember 2006 in Colombo statt. Es war die 54. Austragung der nationalen Titelkämpfe im Badminton in Sri Lanka.

## Austragungsort
- Royal College Sports Complex, Colombo

## Finalergebnisse
| Disziplin    | Sieger                                      | Finalist                              | Ergebnis |
| ------------ | ------------------------------------------- | ------------------------------------- | -------- |
| Herreneinzel | Niluka Karunaratne                          | Eranga Fernando                       | 2:0      |
| Dameneinzel  | Chandrika de Silva                          | Thilini Jayasinghe                    | 2:0      |
| Herrendoppel | Niluka Karunaratne Chameera Kumarapperuma   | Anushaka Lakshan Hasitha Chanaka      | 2:0      |
| Damendoppel  | Nadeesha Gayanthi Rasangi Kalpana Ranatunge | Pameesha Dishanthi Chandrika de Silva | 2:0      |
| Mixed        | Niluka Karunaratne Thilini Jayasinghe       | Kamal Gamlath Chandrika de Silva      | 2:1      |